# Glochidion coccineum
Glochidion coccineum är en emblikaväxtart som först beskrevs av Buch.-ham., och fick sitt nu gällande namn av Johannes Müller Argoviensis. Glochidion coccineum ingår i släktet Glochidion och familjen emblikaväxter. Inga underarter finns listade i Catalogue of Life.